# Ariușd
Ariușd (węg. Erősd) – wieś w Rumunii, w okręgu Covasna, w gminie Vâlcele. W 2011 roku liczyła 529 mieszkańców.